# Stazione di Inchicore
La stazione di Inchore sarà una stazione ferroviaria che fornisce servizio a Inchicore, contea di Dublino, Irlanda. Sarà aperta nel 2015 e la linea che vi passerà sarà la linea 2 della Dublin Area Rapid Transit.
Farà parte del progetto DART interconnector, una linea ferroviaria che attraverserà parte della capitale Dublino sottoterra. La stazione di Inchicore si troverà poco dopo l'uscita della galleria, che inizialmente era stata pianificata poco fuori dalla stazione di Heuston. Tuttavia ciò avrebbe portato a cambiamenti troppo radicali per una delle stazioni più importanti del paese e per questo si optò per realizzare un'ulteriore stazione, all'imbocco del tunnel che fu spostato a Inchicore. Non meno importante è la funzione strategica della stazione, che può garantire diretto accesso dal sobborgo al centro di Dublino.